# MIPS Technologies
 (octobre 2013).
MIPS Technologies, nommé auparavant MIPS Computer Systems, Inc., est une entreprise fabricant des semi-conducteurs, notamment des processeurs basés sur l'architecture MIPS. Elle a été fondée en 1984.
Le 6 février 2013, MIPS a été racheté et intégré par la société britannique, Imagination Technologies, société principalement connue pour les processeurs graphiques PowerVR.
En 2023, MIPS est essentiellement une entreprise concevant des processeurs basés sur l'architecture RISC-V, bien qu'elle continue à proposer des produits basés sur son architecture historique MIPS.